# Aldisa puntallanensis
Aldisa puntallanensis is een slakkensoort uit de familie van de Cadlinidae. De wetenschappelijke naam van de soort werd voor het eerst geldig gepubliceerd in 2011 door Moro & Ortea.